# Ausonia Mensa
Der Zeugenberg Ausonia Mensa befindet sich in der südwestlichen Region von Hesperia Planum. Der Berg hat eine Länge von ungefähr 98 Kilometern und ist bis zu 48 Kilometer breit bei einer maximalen Höhe von 3700 Metern. Ein großer Krater, etwa 7,5 Kilometer im Durchmesser und ca. 870 Meter tief, wurde teilweise mit Lockermaterial verfüllt.